# Schloss Kieslingswalde

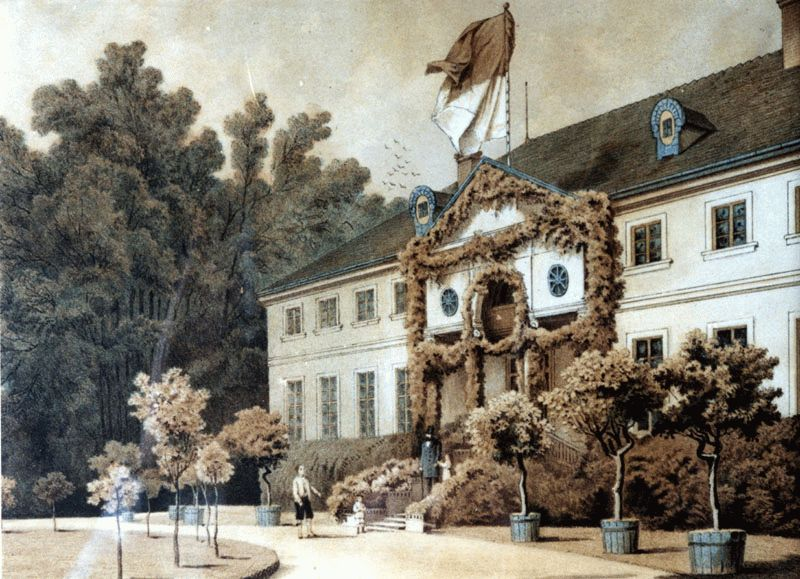
Schloss Kieslingswalde, Sammlung Duncker

Schloss Kieslingswalde (polnisch Pałac w Slawnikowicach) ist ein Schloss im polnischen Sławnikowice, Gmina Zgorzelec (Gemeinde Görlitz), Woiwodschaft Niederschlesien.

## Geschichte
Ab 1725 war der Ort in Besitz der von Fromberg. Im Jahr 1801 erwarben die von Gersdorf den Ort, 1864 folgte Arthur von Witzleben.
Stilistisch stammt das Schloss aus den 1800er Jahren und wurde vermutlich unter den von Gersdorf errichtet. Architekt war möglicherweise Karl Gottfried Geißler.
Nach 1945 war im Schloss eine Grundschule untergebracht. In den 1990er Jahren leerstehend, ist das Schloss heute in privatem Besitz und als Pension genutzt.

## Bauwerk
Der Bau hat einen rechteckigen Grundriss und hat ein Mezzanin und ein hohes Walmdach. Der Bau wird durch einen Viersäulenportikus mit Dreiecksgiebel akzentuiert. Die Fassade weist Ähnlichkeiten mit der Fassade von Schloss Romberg (Samotwór) auf.